# K指数
K指数(けーしすう, 英: K-Index)は、気象学において、雷雨の発生確率を評価するために用いられ、特に熱雷の発生確率と相関性が高い指数である。KINXとも記す。
1960年にJ.J.Georgeが発表した評価方式。{\displaystyle T}は気温[℃]、{\displaystyle T_{d}}は露点温度[℃]として、各高度における値をもってK指数を以下の通り算出する。
{\displaystyle KINX=(T_{850}-T_{500})+T_{d850}-(T_{700}-T_{d700})\,}
{\displaystyle (T_{850}-T_{500})}は850hPa～500hPaにおける気温減率、{\displaystyle T_{d850}}はそのまま850hPaにおける露点温度であり、この2項は雷雨のもととなる対流を促進する要素である。{\displaystyle (T_{700}-T_{d700})}は700hPaにおける湿数で、中層に乾燥空気があると値が大きくなる。この項は対流を抑制する要素である。
K指数は、値が大きいほど雷雨発生の確率が高い。一般的に、15以下では雷雨発生の可能性はほとんどなく、40以上ではほぼ確実に雷雨が発生するとされる。